# Liste der Kulturgüter in Genf/Plainpalais
Die Liste der Kulturgüter in Genf/Plainpalais enthält alle Objekte im Stadtteil Plainpalais der Stadt Genf (Genève), die gemäss der Haager Konvention zum Schutz von Kulturgut bei bewaffneten Konflikten, dem Bundesgesetz vom 20. Juni 2014 über den Schutz der Kulturgüter bei bewaffneten Konflikten sowie der Verordnung vom 29. Oktober 2014 über den Schutz der Kulturgüter bei bewaffneten Konflikten unter Schutz stehen.
Objekte der Kategorien A und B sind vollständig in der Liste enthalten, Objekte der Kategorie C fehlen zurzeit (Stand: 1. Januar 2023).

## Kulturgüter
| Foto | | Objekt | Kat. | Typ | Standort                                        | Beschreibung                                                           |
| ---- | --- | --- | ---- | --- | ----------------------------------------------- | ---------------------------------------------------------------------- |
| ja   | Datei hochladen · Wikidata zu Genfer Ikonographie-Zentrum (Q29479481)                                                   | Ikonographie-Zentrum / Centre d’iconographie KGS-Nr.: 02444 | A    | S   | Passage de la Tour 2 500237 / 116801            |                                                                        |
| ja   | Datei hochladen · Wikidata zu Bâtiment des forces motrices (Q2929289)                                                   | Kraftwerkgebäude / Bâtiment des forces motrices KGS-Nr.: 02500 | A    | G   | Place des Volontaires 2 499514 / 117843         |                                                                        |
| ja   | Datei hochladen · Wikidata zu MAMCO / Museum für moderne und zeitgenössische Kunst (Q3329535)                           | Museum für moderne und zeitgenössische Kunst (MAMCO) / Musée d’art moderne et contemporain (MAMCO) KGS-Nr.: 08679                                                                 | A    | S   | Rue de Vieux-Grenadier 10 499566 / 117203       |                                                                        |
| ja   | Datei hochladen · Wikidata zu Ethnographisches Museum Genf (Q1955752)                                                   | Musée d’ethnographie / Ethnografisches Museum KGS-Nr.: 08681 | A    | S   | Boulevard Carl-Vogt 65–67 499548 / 117097       |                                                                        |
| ja   | Datei hochladen · Wikidata zu FONSART (Q3075708)                                                                        | Dokumentations- und Archivzentrum von Télévision Suisse Romande (FONSART) / (Fondation pour la sauvegarde du patrimoine audiovisuel de la Radio Télévision Suisse) KGS-Nr.: 08970 | A    | S   | Quai Ernest-Ansermet 20 499436 / 116946         |                                                                        |
| ja   | Datei hochladen · Wikidata zu Gemeindesaal Plainpalais und Pitoëff-Theater (Q29479578)                                  | Gemeindesaal Plainpalais und Pitoëff-Theater / Salle communale de Plainpalais et Théâtre Pitoëff KGS-Nr.: 08997                                                                   | A    | G   | Rue de Carouge 50–52 500000 / 116774            |                                                                        |
| ja   | Datei hochladen · Wikidata zu Hôpitaux universitaires de Genève (HUG), Archives centrales (Q27481237)                   | Zentralarchiv der Genfer Universitätsspitäler / Hôpitaux universitaires de Genève, archives centrales KGS-Nr.: 09155                                                              | A    | S   | Rue Gabrielle-Perret-Gentil 4 500432 / 116523   |                                                                        |
| ja   | Datei hochladen · Wikidata zu Jüdische Bibliothek Genf "Gérard Nordmann" (Q27481080)                                    | Jüdische Bibliothek Genf Gérard Nordmann / Bibliothèque juive de Genève Gérard Nordmann KGS-Nr.: 09299                                                                            | A    | S   | Avenue Dumas 21 501016 / 116316                 |                                                                        |
| ja   | Datei hochladen | Brücke über die Arve / Pont sur l'Arve KGS-Nr.: 10502 | A    | G   | Route de Vessy 501261 / 115206                  | Objekt liegt hälftig auf dem Gemeindegebiet von Veyrier (KGS-Nr. 2647) |
| ja   | Datei hochladen · Wikidata zu Wohngebäude Boulevard Carl-Vogt (Q29700764)                                               | Wohngebäude / Immeubles KGS-Nr.: 02536 | B    | G   | Boulevard Carl-Vogt 31–101 499399 / 117169      |                                                                        |
| ja   | Datei hochladen · Wikidata zu Rond-Point de Plainpalais (Q29701194)                                                     | Rond-Point de Plainpalais KGS-Nr.: 02568 | B    | G   | Rond-Point de Plainpalais 499980 / 117099       |                                                                        |
| BW   | Datei hochladen · Wikidata zu Stiftung für zeitgenössische Kunst der Stadt Genf (FMAC) (Q16636570)                      | Stiftung für zeitgenössische Kunst der Stadt Genf (FMAC) / Fonds d’art contemporain de la ville de Genève (FMAC) KGS-Nr.: 08729                                                   | B    | S   | Rue des Bains 34 499571 / 117270                |                                                                        |
| BW   | Datei hochladen | Archiv und Bibliothek des Architekturinstituts der Universität Genf (IAUG) / Institut d’Architecture de l’Université de Genève (IAUG), Archives et bibliothèque KGS-Nr.: 08920    | B    | S   | Route des Acacias 45 498961 / 116109            |                                                                        |
| ja   | Datei hochladen · Wikidata zu La Criée, Interdisziplinäre Forschungsgemeinschaft für Erziehung und Kindheit (Q27481242) | La Criée, Interdisziplinäre Forschungsgemeinschaft für Erziehung und Kindheit / La Criée, Communauté de recherche interdisciplinaire sur l'éducation et l'enfance KGS-Nr.: 08943  | B    | S   | Quai du Rhône 12 499294 / 117660                |                                                                        |
| ja   | Datei hochladen · Wikidata zu Casino Théâtre (Q29700249)                                                                | Casino Théâtre KGS-Nr.: 10017 | B    | G   | Rue de Carouge 42 500011 / 116738               |                                                                        |
| ja   | Datei hochladen · Wikidata zu Comédie de Genève (Q2991544)                                                              | Théâtre de la Comédie KGS-Nr.: 11796 | B    | G   | Boulevard des Philosophes 6 500050 / 117036     |                                                                        |
| BW   | Datei hochladen | Archäologische und bioanthopologische Sammlungen der Universität Genf / Collections archéologiques et bio-anthropologiques de l’Université de Genève KGS-Nr.: 16946               | B    | S   | Boulevard Carl-Vogt 66 499515 / 117040          |                                                                        |
| ja   | Datei hochladen · Wikidata zu Moulagensammlung der Universität Genf (Q19406896)                                         | Moulagensammlung der Universität Genf / Collection des moulages de l’Université de Genève KGS-Nr.: 16951                                                                          | B    | S   | Rue des Vieux-Grenadiers 8b, 10 499576 / 117191 |                                                                        |
| BW   | Datei hochladen | Sammlungen der naturwissenschaftlichen Fakultät / Collections de la faculté des sciences KGS-Nr.: 16953                                                                           | B    | S   | Quai Ernest-Ansermet 30 499234 / 117077         |                                                                        |
| ja   | Datei hochladen | Pont-Neuf über die Arve / Pont-Neuf sur l’Arve KGS-Nr.: 17481 | B    | G   | 499886 / 116005                                 | Objekt liegt hälftig auf dem Gemeindegebiet von Carouge (KGS-Nr. 2396) |